# Howard Lindsay
Howard Lindsay, nato Herman S. Nelke, (New York, 29 marzo 1889 – New York, 11 febbraio 1968), è stato un drammaturgo, attore e sceneggiatore statunitense, che fu anche librettista, regista e produttore teatrale.
È particolarmente noto per aver collaborato con Russel Crouse nella scrittura di molti musical e per aver interpretato, con la moglie Dorothy Stickney, la pièce teatrale Life with Father.

## Biografia
Lindsay si diplomò alla Boston Latin School nel 1907.
Nel 1957, Lindsay e la moglie Dorothy Stickney apparvero nel musical televisivo Cinderella di Rodgers e Hammerstein, nei ruoli del Re e della Regina. Fu una delle rare occasioni in cui l'interpretazione di Lindsay venne filmata.
Nel 1946, assieme a Russel Crouse, Lindsay vinse il Premio Pulitzer per il dramma, con la commedia State of the Union, che venne poi adattata per il cinema da Frank Capra due anni dopo. Nel 1960 la coppia di autori vinse il Tony Award per il miglior musical per il libretto di The Sound of Music. L'ultima loro collaborazione, Mr. President, fu quella con Irving Berlin nel 1962.

## Filmografia

### Sceneggiatore
- She's My Weakness, regia di Melville W. Brown - lavoro teatrale (1930)
- Love, Honor and Oh Baby!, regia di Edward Buzzell - lavoro teatrale (1933)
- She Loves Me Not, regia di Elliott Nugent - lavoro teatrale (1934)
- Your Uncle Dudley, regia di Eugene Forde e James Tinling - storia (1935)

- Follie d'inverno (Swing Time), regia di George Stevens - sceneggiatura (1936)

- Too Busy to Work, regia di Otto Brower - lavoro teatrale (1939)

### Attore
- The Employer's Liability, regia di Henry Otto - cortometraggio (1912)